# Gledeg
Gledeg is een bestuurslaag in het regentschap Klaten van de provincie Midden-Java, Indonesië. Gledeg telt 1286 inwoners (volkstelling 2010).